# Rico Nasty
Мария-Сесилия Симона Келли (род. 7 мая 1997, Largo, Мэриленд), более известна под псевдонимом Rico Nasty (рус. Рико Нэсти) — американский рэп-исполнитель. Стала набирать популярность в 2018 году благодаря синглам «Smack a Bitch» и «Poppin». В июне того же года Келли подписала контракт с Atlantic Records.

## Детство
Мария-Сесилия Симона Келли родилась 7 мая 1997 году и была единственным ребёнком в семье. Отец был афроамериканцем, а мать пуэрториканкой. Детство провела в разных городах, включая Мэриленд, Нью-Йорк и Вашингтон. Когда ей было 11 лет, её мать переехала в Палмер-Парк, штат Мэриленд, где она была зачислена в балтиморскую школу-интернат. Келли была исключена из неё за курение марихуаны в 14 лет. В том же году она поступила в Среднюю школу Чарльза Герберта Флауэрса в округе Принс-Джордж, где и начала читать рэп. В следующем году её отца посадили в тюрьму, после чего мать развелась с ним.

## Карьера
Rico Nasty начала читать рэп в школе, а дебютный микстейп Summer’s Eve она выпустила в девятом классе. После окончания школы она сфокусировалась на своей музыкальной карьере и в 2016 выпустила два микстейпа: The Rico Story и Sugar Trap. Келли также выпустила сингл «Hey Arnold», ремикс на который сделал рэпер Lil Yachty.
В июне 2017 года Келли выпустила сингл «Poppin'», который быстро[насколько?] набрал 5 миллионов просмотров на YouTube. Сингл был включён в саундтрек-альбом сериала Insecure. Пятый микстейп Келли Sugar Trap 2 содержит популярный сингл «Key Lime OG». Rolling Stone отметили Sugar Trap 2, как один из лучших рэперских альбомов 2017 года.
В июне 2018 года Келли подписала контракт с Atlantic Records и выпустила четвёртый микстейп Nasty.
В декабре 2018 года она выпустила песню под названием «Guap (LaLaLa)», а в январе 2019 года выпустила песню «Roof».
В феврале 2019 были выпущены сингл «Sandy» и документальный фильм «Countin' Up».
В апреле 2019 Рико и продюсер Kenny Beats выпустили микстейп «Anger Management», который был позитивно принят Rolling Stone и Pitchfork.
В 2019 году Рико попала в ежегодный список «XXL Freshman».
4 декабря 2020 года выпустила дебютный студийный альбом Nightmare Vacation.
29 мая 2021 года Rico Nasty объявила о выходе своего седьмого микстейпа Rx.
Las Ruinas вышел 22 июля 2022 года.

## Музыкальный стиль
Rico Nasty исполняет музыку в стиле хип-хоп, трэп, панк-рэп, трэп-метал, ню-метал, поп-трэп, рэп-рок и клауд-рэп. Она известна своим «агрессивным, беспощадным флоу», а также хриплым голосом.
Rico Nasty придумала термин sugar trap в начале своей карьеры и использовала его в качестве названия своего независимого звукозаписывающего лейбла, а также серии микстейпов. В музыкальном плане этот термин описывает «игривый, оптимистичный рэп». Лоуренс Бёрни из Noisey отметил, что sugar Trap «заметно оптимистичен, игрив и эгоистичен», а Кианн-Сиан Уильямс из NME описала его как смесь «хардкорного, грубого вокала» и  «шероховатых хуков с более мягкими компьютеризированными битами».
В музыкальном плане Rico Nasty сказала, что Джоан Джетт, Аврил Лавин и Рианна оказали на неё наибольшее влияние.
Rico Nasty известна своим панковым уникальным стилем. Кайл Мунзенридер из американского модного журнала W назвал её «иконой максималистской моды». Кайанн-Сиан Уильямс из NME написала: «С её андрогинным характером и диковинным стилем Rico уже много лет является иконой для изгоев».

## Личная жизнь
В возрасте 18 лет, Келли родила сына Камеруна. Отец ребёнка, Брендон, умер от астмы. Рико почтила его память в песне «Brandon».

## Дискография

### Студийные альбомы
- Nightmare Vacation (2020)

## Музыкальные видео
| Год  | Название          | Исполнитель                                         |
| ---- | ----------------- | --------------------------------------------------- |
| 2019 | «Old Town Road»   | Lil Nas X & Billy Ray Cyrus                         |
| 2019 | «Tia Tamera»      | Doja Cat & Rico Nasty                               |
| 2019 | «Hot Girl Summer» | Megan Thee Stallion ft. Nicki Minaj и Ty Dolla Sign |
| 2019 | «Bottom B***h»    | Doja Cat                                            |

## Туры
Свои
- The Sugar Trap Tour (2017)
- The Nasty Tour (2018)

Другие
- Коачелла (2019)[36]